# 노기 마레스케

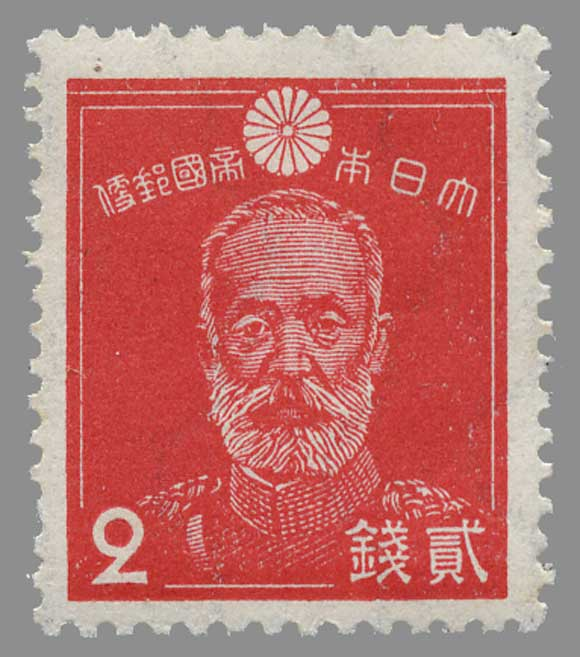

노기 마레스케(일본어: 乃木希典, 1849년 12월 25일 ~ 1912년 9월 13일)는 러일 전쟁에서 활약한 일본의 육군 군인으로 작위는 자작이다.
조후 번사로서 에도 막부의 조슈 정벌 때 조슈번 보국대 포병대원으로 참전하였고, 보신전쟁 당시 야마가타 아리토모를 따라 막부군에 대항하였다. 1871년 도쿄부로 가서 신친위대의 육군 소좌로 임관했다. 1886년~1888년 독일에서 군제와 전술을 공부하고 돌아와 청일전쟁에 보병 제1여단장으로 출정했다. 1904년 러일전쟁이 일어났을 때는 휴직 중이었으나 소집되어 같은 해 5월 제3군 사령관으로 뤼순을 공격했다. 1912년 자신을 신임하던 메이지 천황이 죽자 장례일에 도쿄의 자택에서 부인과 함께 자결하였다. 당시 일본군의 최고 지도자로서 도고 헤이하치로와 함께 '해군의 도고, 육군의 노기'라고 일컬어진다.

## 생애
1849년 모리 가이노카미 저택(지금의 도쿄도 미나토구 롯폰기)에서 조후 번사 노기 마레쓰구의 장남으로서 태어났다. 유년기에 사고로 왼쪽 눈을 실명하였고 아버지를 따라 조후로 귀향하였다. 메이지 유신이 일어나자 유신군에 가담하였고 왕정 복고가 이루어지자 1871년 육군 소좌로 임관하였다. 1877년에는 보병 제14연대장으로 세이난 전쟁에 참전하였으나, 군기를 사이고 다카모리가 이끄는 사쓰마번의 반란군에게 빼앗기는 치욕을 당했다.
이후 독일에 유학을 다녀와 1894년 소장으로 승진하였고 제1여단장을 맡아 청일 전쟁에 참전했다. 이후 중장으로 승진하여 타이완 원정에 참전했고, 타이완 총독에 취임하였다. 그러나 타이완에서 일본의 통치를 반대하는 반란이 계속되어 총독직을 사임하였다.
1899년 다시 사단장으로 복귀하였으나 휴직했고, 1904년 러일 전쟁이 발발하자 대장으로 승진하여 제3군을 이끌고 여순항 포위에 참전하였다. 그는 13만 병사를 이끌고 있었는데, 6만 가까운 커다란 희생 끝에 여순 203고지를 함락시켰다. 대규모 희생을 낸 까닭에 본국으로 돌아갔을 때 사임과 할복자살을 하려했으나 메이지 천황이 만류한다. 이 희생 때문에 지휘관으로는 무능하다는 평가를 받기도 한다. 그의 두 아들도 이 전투에서 잃었다. 그러나 그는 러시아군 포로를 관대히 처리하여 서양에서 일본군의 대외이미지를 개선시켰다.
전쟁 이후 그는 황족과 귀족의 교육기관인 가쿠슈인장으로 취임하였다. 이때 황손이었던 쇼와 천황도 엄격하게 지도하는 것으로 유명했으며, 그의 인격 형성에도 큰 영향을 끼쳤다. 1912년 메이지 천황이 사망하자, 아내와 함께 할복 자살하였다.
한편, 노기의 집은 아직도 도쿄 한복판의 고층 빌딩에 둘러싸인 가운데 나무로 지은 이층집 그대로 남아있는데, 현재는 노기 신사(乃木神社)로 알려져 박물관 역할을 하고 있다. 이 신사는 전쟁 중에 폭격 피해를 입지 않은 아오야마 지역에 있다.

## 가족 관계
노기 씨(野木氏)는 59대 "우다 천황(宇多天皇)"의 후손가문 중 하나다. 노기 미쓰쓰나(野木光綱)는 노기 씨의 시조. 러일전쟁에서 승리한 노기 마레스케의 추모제가 사후 20주년을 기념하여 경성에서 열렸다. 같은 해 10월 18일 조선총독으로부터 공식적으로 노기 신사 건축 허가를 받은 후 노기 장군 부부에 대한 제사를 매해 9월 13일에 노기 신사에서 행해졌다. 현재 서울에 노기 신사 일부가 남아있어 일본관광객이 방문하고 있다.
- (증조부)"노기 지카나카"(乃木周仲)(　　 ~ 1796년 11월 12일)
  - (조부)"노기 마레타케"(乃木次郎左衞門希健)(1764년 - 1833년)
  - (의붓 조모)"노무라 씨"(野村氏)(　　 ~ 1794년)
  - (조모)"요시무라 씨"(吉村氏)
    - (부)"노기 마레쓰구"(乃木希次)(1805년 ~ 1877년 10월 31일)
    - (모)"하세가와 씨"(長谷川氏)(1828년 ~ 1896년)
      - (본인)"노기 마레스케"(乃木希典)(1849년 ~ 1912년 9월 13일)
      - (아내)"시즈코"(옛 성: 유지 씨湯地氏)(1859년 11월 29일 ~ 1912년 9월 13일)
        - (아들)"가쓰스케"(乃木勝典)(1879년 8월 28일 ~ 1904년 5월 27일)
        - (아들)"야스스케"(乃木保典)(1881년 12월 16일 ~ 1904년 11월 30일)
        - (아들)"나오스케"(乃木直典)(1889년 ~ 1889년)
        - (딸)"쓰네코"(乃木恒子)(1885년 ~ 1886년)
        - (양자)"노기 모토토모"(元智, 옛 성: 모리 씨毛利子爵家, 후에 모리 씨로 복성)

## 같이 보기
- 다마키 분노신
- 미호리 고스케